# Каргалински район
Каргалински район (на казахски: Қарғалы ауданы) е съставна част на Актобенска област, Казахстан, с обща площ 4949 км2 и население от 16 991 души (по приблизителна оценка към 1 януари 2020 г.).
Административен център е Бадамша.